# 9 × 19 мм Глизенти
9×19 мм Глизенти (9×19 mm Glisenti) — итальянский пистолетный патрон.

## История
В начале XX века итальянский офицер-артиллерист Абиэль Ревелли разработал самозарядный пистолет калибра 7,65 мм выпускавшийся компанией Societa Siderurgica Glisenti под наименованием Глизенти модель 1906.
Хотя этот пистолет и был принят на вооружение, он считался недостаточно мощным по причине относительной слабости использовавшегося в нём патрона. Поэтому компания Societa Metallurgica Bresciana gia Tempini, переработала конструкцию под 9-мм патрон.
Однако прочность пистолета не была рассчитана на значительно возрастающие при использовании патрона 9×19 мм Парабеллум нагрузки. Поэтому было решено оставить габариты его гильзы и пули, ослабив при этом заряд. Армия приняла на вооружение пистолет под новый патрон названный Глизенти модель 1910, а флот — его упрощённую модификацию под маркой Brixia Mod 1913.
Несмотря на хорошо проработанную конструкцию, переход на новый калибр оказался провальным. Пистолет остался почти столь же слабым, как и раньше; кроме того, попытка использовать в нём крайне сходный по габаритам патрон Парабеллум могла окончиться взрывом. После принятия на вооружение последнего пистолета под патрон Глизенти Beretta Mod. 15, он был вытеснен патроном 9×17 мм, а в более поздних конструкциях Beretta M1934, Beretta M35, а также Beretta MAB 38 применялись уже боеприпасы 9×17 мм, 7,65×17 мм и 9×19 мм Парабеллум соответственно.

## Описание
Латунная бесфланцевая гильза в целом аналогична таковой же патрона 9 мм Парабеллум. Обычная и оболочечная пуля в форме усечённого конуса (FMJ-TC) из-за проблем с подачей (кроме пистолета Beretta Mod. 15) у пуль с усечённой головкой. Основное отличие — уменьшенный на 25 % заряд.
Кроме Италии патрон производился по итальянскому заказу в Австрии и США.

## Оружие
Патрон применялся в следующих видах оружия: пистолеты Глизенти модель 1910, Brixia Mod. 1913, Beretta Mod. 15 и Beretta M1923, первый в мире пистолет-пулемёт Villar-Perosa M1915, а также самозарядная винтовка Beretta MAB 18/30, состоявшая на вооружении итальянской лесной милиции (позже Государственный лесной корпус).